# The Incredible String Band (album)
| Recensione              | Giudizio        |
| ----------------------- | --------------- |
| AllMusic                | [ 3 ]           |
| Sputnikmusic            | 4.1 (Excellent) |
| Piero Scaruffi          | [ 5 ]           |
| Dizionario del Pop-Rock | [ 6 ]           |
| 24.000 dischi           | [ 7 ]           |

The Incredible String Band è il primo album della The Incredible String Band, pubblicato dalla Elektra Records nel giugno del 1966.

## Tracce
Lato A
1. Maybe Someday – 2:16 (Mike Heron)
2. October Song – 2:56 (Robin Williamson)
3. When the Music Starts to Play – 2:39 (Mike Heron)
4. Schaeffer's Jig – 0:59 (Brano tradizionale, arr. M. Heron, R. Williamson, C. Palmer)
5. Womankind – 3:43 (Robin Williamson)
6. The Tree – 2:46 (Mike Heron)
7. Whistle Tune – 0:55 (Brano tradizionale, arr. Robin Williamson)
8. Dandelion Blues – 2:55 (Robin Williamson)

Lato B
1. How Happy I Am – 2:10 (Mike Heron)
2. Empty Pocket Blues – 4:37 (Clive Palmer)
3. Smoke Shovelling Song – 3:35 (Robin Williamson)
4. Can't Keep Me Here – 2:11 (Mike Heron)
5. Good as Gone – 3:19 (Robin Williamson)
6. Footsteps of the Heron – 3:10 (Mike Heron)
7. Niggertown – 2:07 (Brano tradizionale, arr. Clive Palmer, Robin Williamson)
8. Everything's Fine Right Now – 2:15 (Mike Heron)

## Musicisti
Maybe Someday
- Mike Heron - chitarra, voce solista
- Robin Williamson - violino, voce

October Song
- Robin Williamson - chitarra, voce

When the Music Starts to Play
- Mike Heron - chitarra, voce solista
- Robin Williamson - whistle, voce

Schaeffer's Jig
- Clive Palmer - banjo
- Robin Williamson - fiddle

Womankind
- Robin Williamson - chitarra, voce solista

The Tree
- Mike Heron - chitarra, voce solista

Whistle Tune
- Robin Williamson - whistle

Dandelion Blues
- Robin Williamson - chitarra, voce solista
- Mike Heron - chitarra, voce

How Happy I Am
- Mike Heron - chitarra, voce solista
- Clive Palmer - chitarra, voce
- Robin Williamson - mandolino, voce

Empty Pocket Blues
- Clive Palmer - chitarra, voce solista
- Mike Heron - chitarra, voce
- Robin Williamson - whistle, voce

Smoke Shovelling Song
- Robin Williamson - chitarra, voce solista

Can't Keep Me Here
- Mike Heron - chitarra, voce solista

Good as Gone
- Robin Williamson - chitarra, voce solista

Footsteps of the Heron
- Mike Heron - chitarra, voce solista

Niggertown
- Clive Palmer - banjo

Everything's Fine Right Now
- Clive Palmer - chitarra, kazoo
- Mike Heron - chitarra, voce
- Robin Williamson - mandolino, voce[9]

Note aggiuntive
- Joe Boyd - produttore
- Registrazioni effettuate il 21 maggio 1966 al Sound Techniques Studios di Londra (Inghilterra)
- John Wood - ingegnere delle registrazioni
- Joe Boyd - fotografia copertina frontale album
- William S. Harvey - design interno copertina album
- Mike Heron - note retrocopertina album[10]